# Rupture amoureuse
Pour les articles homonymes, voir Rupture.

La rupture est en lien avec une communication insatisfaisante.

Une rupture amoureuse, ou simplement rupture, est le processus social par lequel deux individus formant un couple mettent fin à cette relation particulière. S'ils sont unis par le mariage, elle s'accompagne généralement d'un divorce. Ces personnes deviennent alors des ex l'une pour l'autre.